# Cynometra lyallii
Cynometra lyallii är en ärtväxtart som beskrevs av John Gilbert Baker. Cynometra lyallii ingår i släktet Cynometra, och familjen ärtväxter. Inga underarter finns listade i Catalogue of Life.